# متحف رودان (أمريكا)

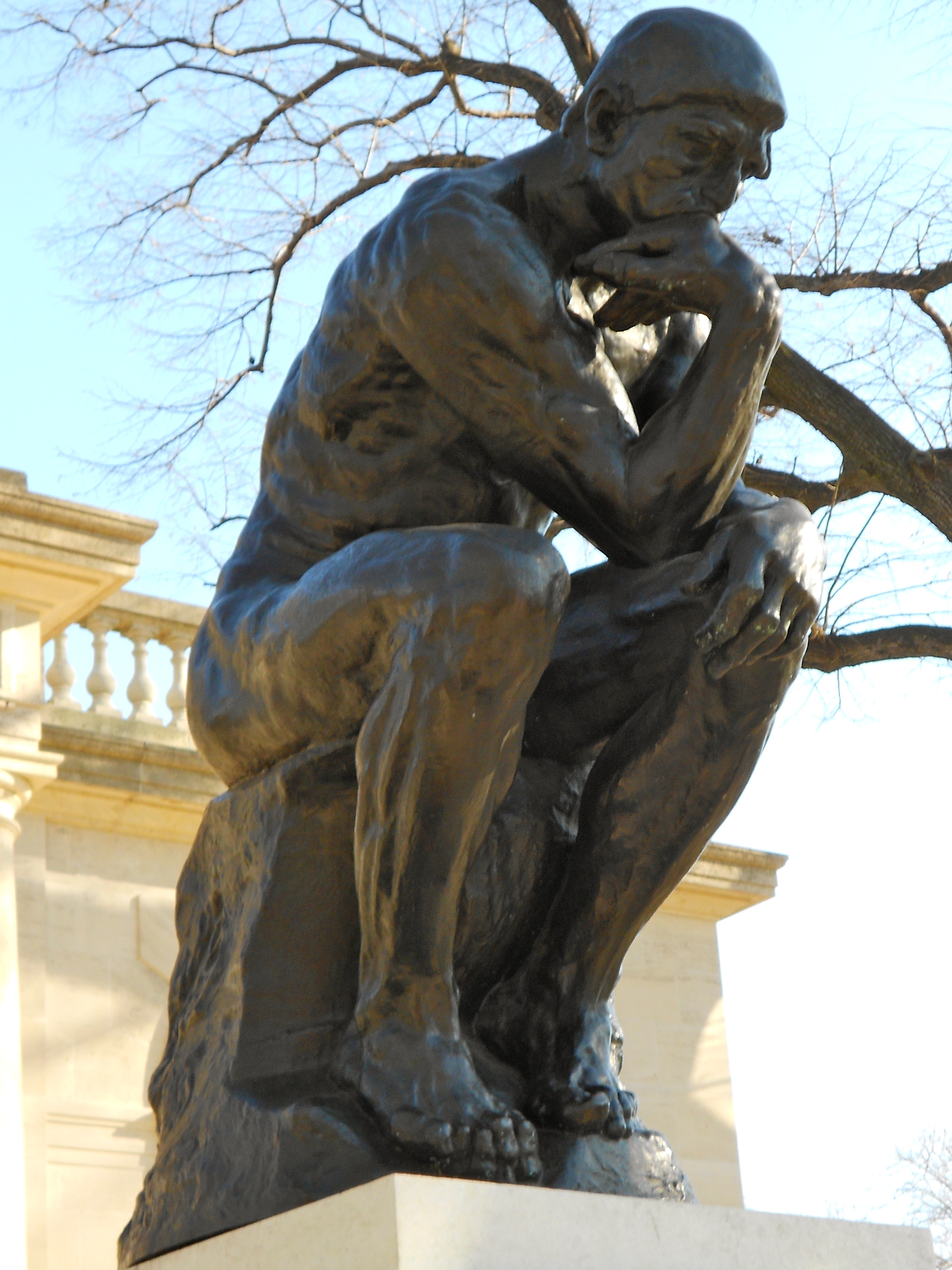
المفكر

متحف رودان هو متحف فني يقع في فيلادلفيا ، بنسلفانيا ، ويحتوي على أكبر مجموعة من أعمال النحات أوغست رودان خارج باريس . افتتح المتحف عام 1929 ، ويديره متحف فيلادلفيا للفنون .
في عام 2012 ، أعيد افتتاح المتحف بعد ثلاثة أعوام من التجديد بقيمة 9 ملايين دولار والتي أعادت المتحف إلى شكله الأصلي لعرض أعمال رودين.

## تأسيس
كان المتحف بمثابة هدية عالم السينما جول ماستباوم ( 1872-1926 ) إلى مدينة فيلادلفيا. بدأ ماستباوم في جمع أعمال رودان في عام 1923 بهدف تأسيس متحف لإثراء حياة رفاقه المواطنين. في غضون ثلاث سنوات فقط، قام بتجميع أكبر مجموعة من أعمال رودان خارج باريس، بما في ذلك المسبوكات البرونزية والدراسات الجصية والرسومات والمطبوعات والرسائل والكتب. في عام 1926 ، كلف ماستباوم المهندسين المعماريين الفرنسيين بول كريت وجاك غريبر لتصميم مبنى المتحف والحدائق. لسوء الحظ، لم يعِد الجامع ليرى حلمه يتحقق، لكن أرملته، إيتا فيدل ماستبوم، كرمت التزامه تجاه المدينة، وافتتح المتحف في 29 نوفمبر 1929. تم تنفيذ الجداريات في المتحف من قبل الرسام فرانكلين سي واتكينز .

## مجموعة
أشهر أعمال رودن، المفكر (منحوتة) (1880-1882) ، تقع خارج المتحف في فناء الدخول. دخل الزوار ذات مرة من خلال طاقم من The Gates of Hell ، الذي يقع عند المدخل الرئيسي للمتحف، والذي لم يعد يستخدم. تم إنشاء هذا المدخل البرونزي الضخم بطول 5.5 مترًا في الأصل لمتحف الفنون الزخرفية (الذي كان من المفترض أن يكون موجودًا في باريس ولكنه لم يأت إلى حيز الوجود). نحت رودان أكثر من 100 شخصية لهذه الأبواب من عام 1880 حتى وفاته في عام 1917. هذا التمثال هو واحد من الأصول الثلاثة. صنع العديد من بعده. العديد من أعماله الأكثر شهرة، بما في ذلك المفكر ، هي في الواقع دراسات لهذه الأبواب التي تم توسيعها لاحقًا لتصبح أعمالًا منفصلة.
غرف المتحف تضم العديد من أعمال الفنان، بما في ذلك قبلة (1886) ، الربيع الخالد (1884) ، عصر البرونز (1875-1876) ، وبرجر كاليه ، نصب تذكاري بتكليف من مدينة كاليه في 1884.

## معرض الصور

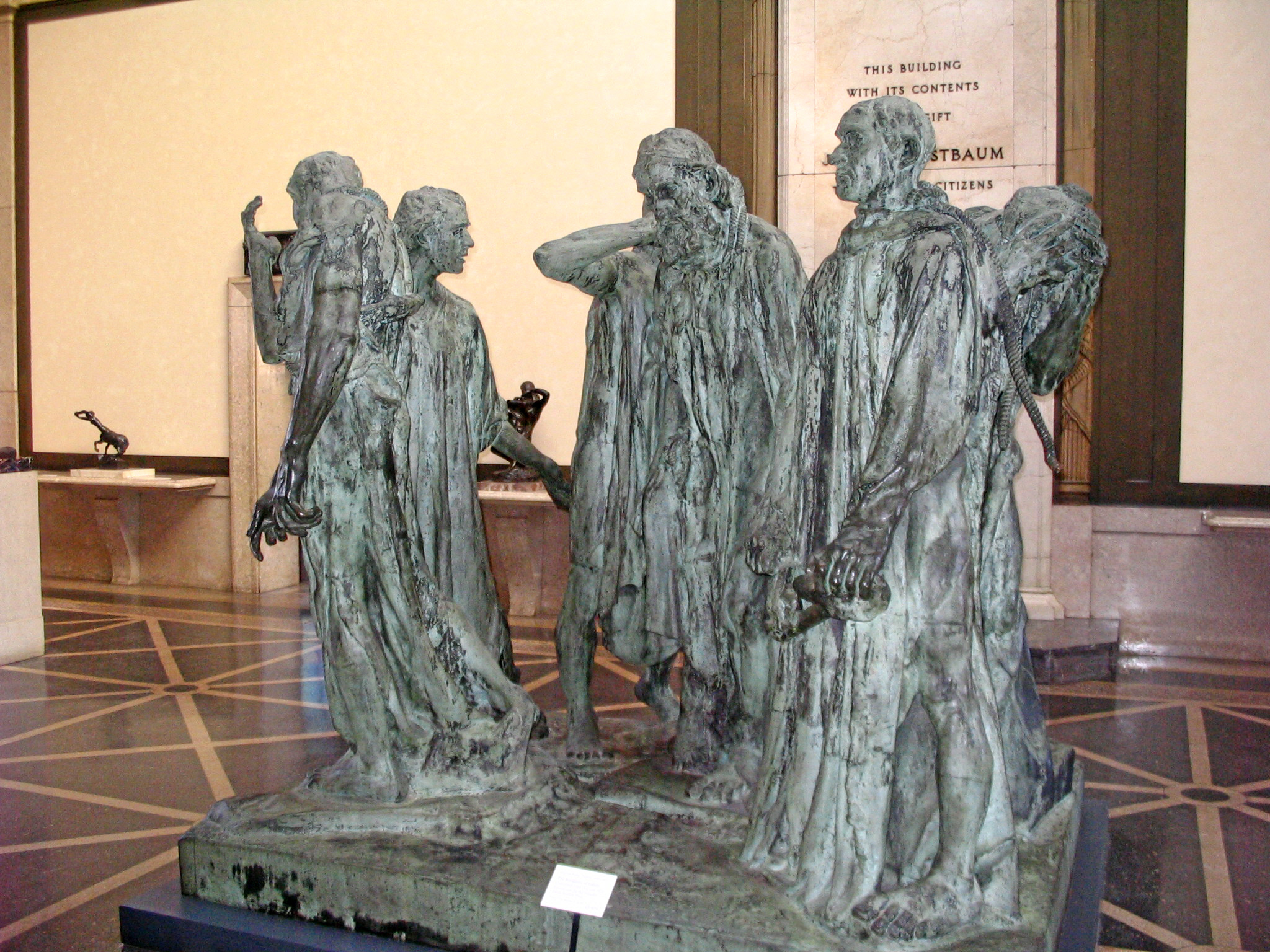
مواطني كاليه
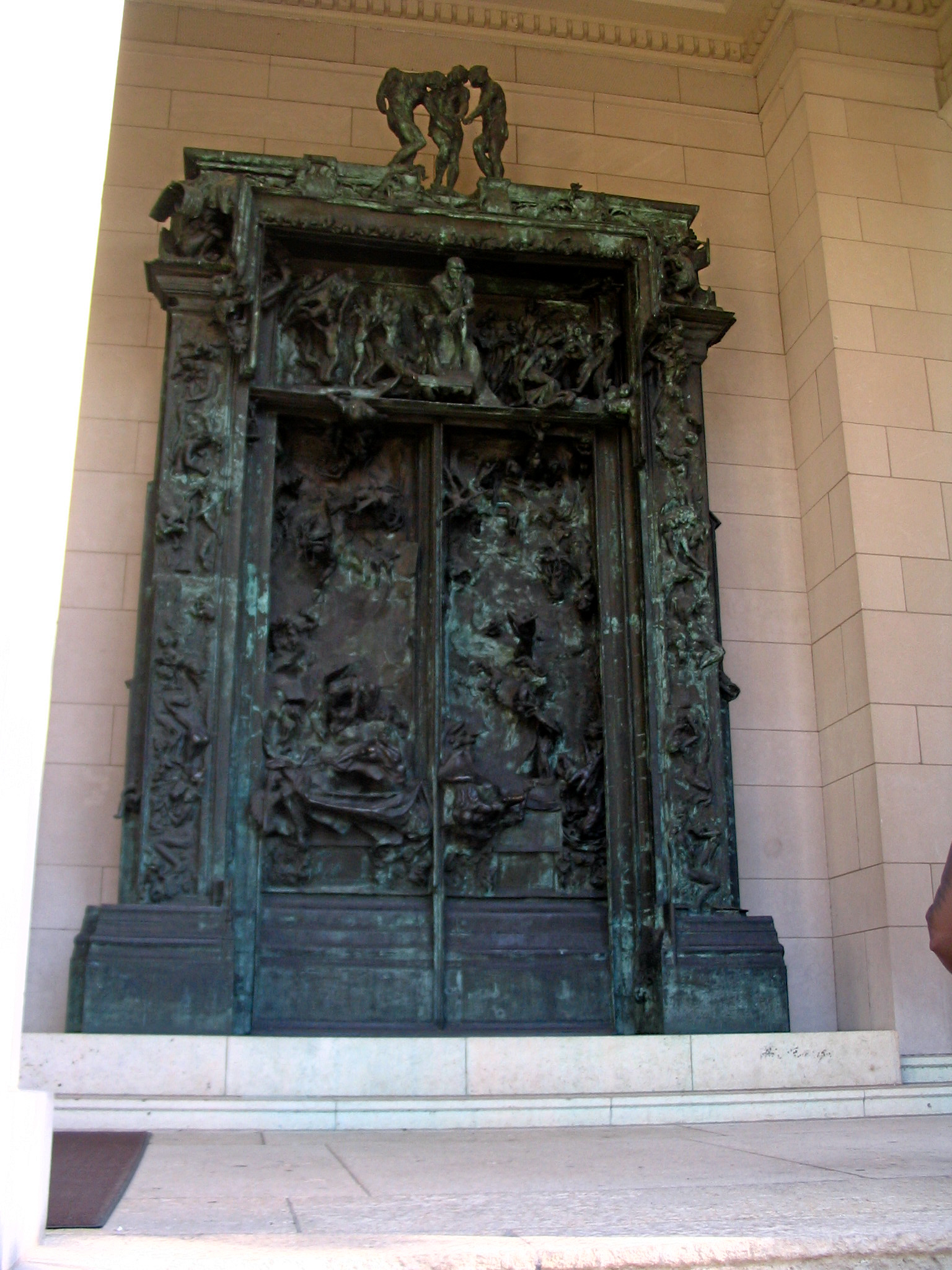
أبواب الجحيم
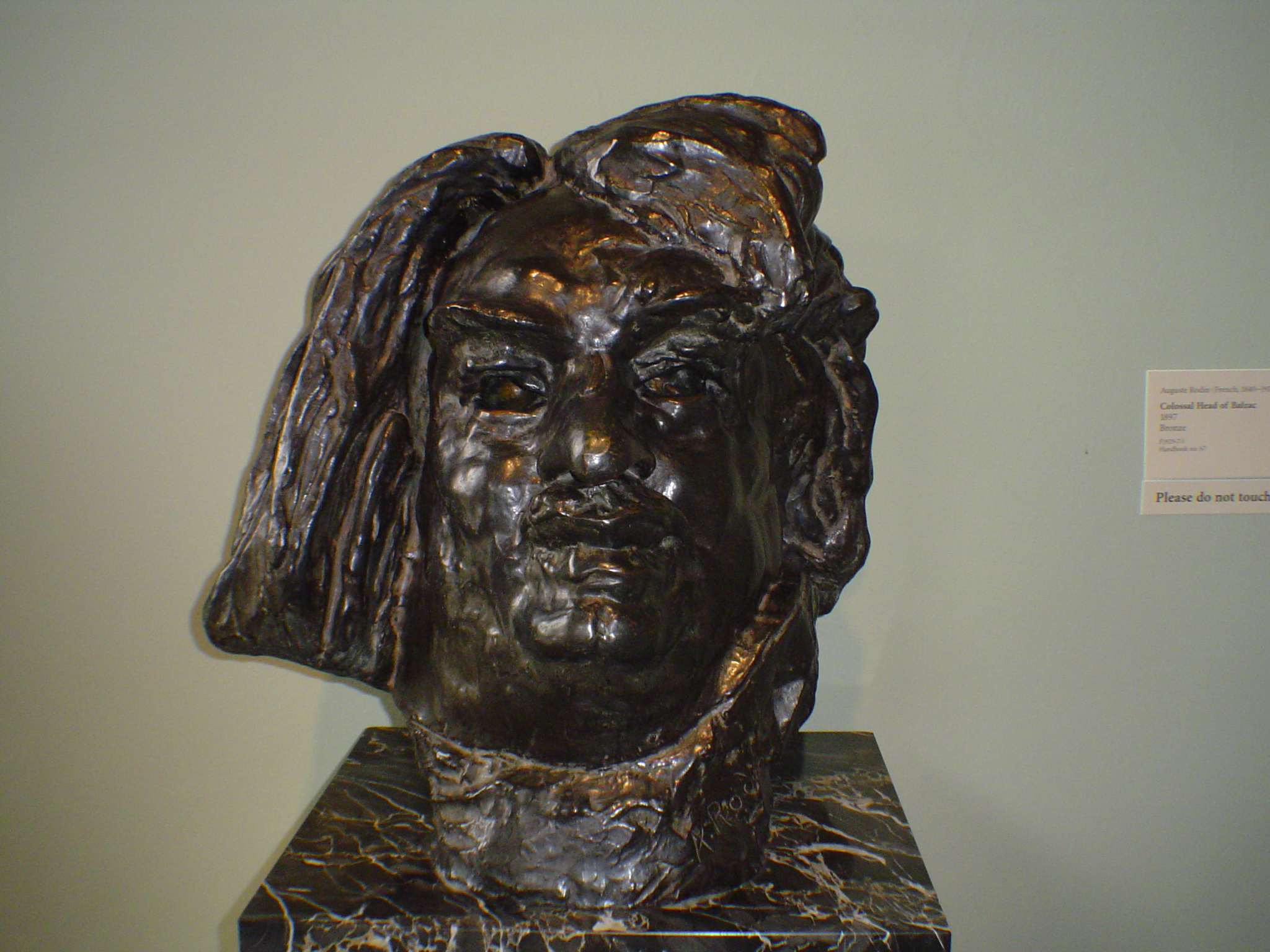
The Colossal Head of أونوريه دي بلزاك
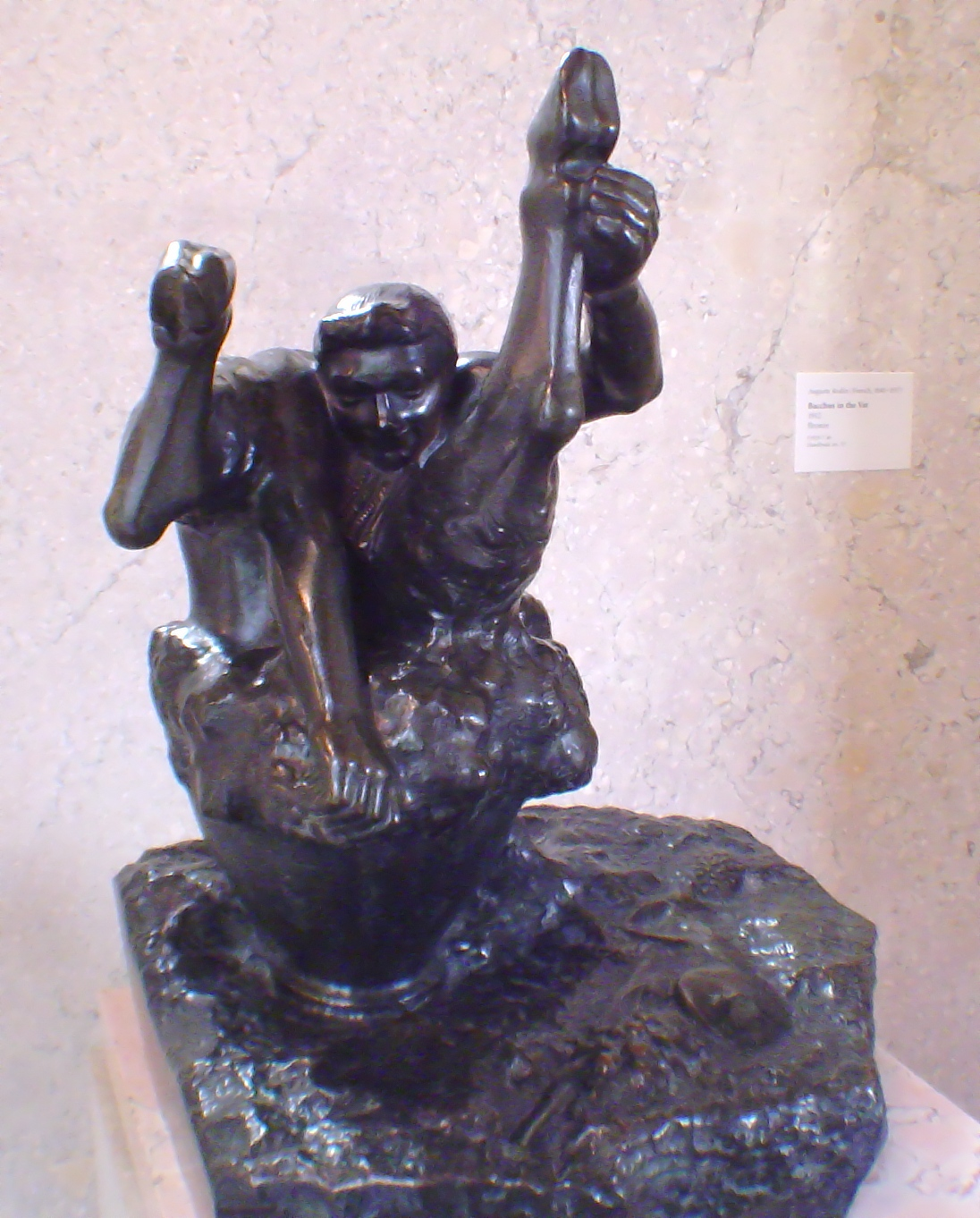
Bacchus in the Vat

## روابط خارجية
- الموقع الرسمي
- قائمة في فيلادلفيا المهندسين المعماريين والمباني